# 马里奥赛车巡回赛
《瑪利歐賽車巡迴賽》是一款由任天堂企劃製作本部與DeNA共同开发，并由任天堂发行在iOS和Android平台上的竞速游戏。这是马里奥赛车系列的第九作，也是系列首次登陆移动设备，在2019年9月25日正式上架。
2023年10月4日起，本作持續營運，但將不再新增賽道、角色、車輛和滑翔翼。

## 玩法

### 操作
有別於其他系列作品，本作大幅簡化系統以因應行動裝置的操作，玩家駕駛時只需透過前、後控制道具拋出的方向，與左、右控制車體轉彎的方向，無須操控前進或退後操作。每場比賽的圈數亦由系列作慣例的三圈或以上減至兩圈（除「3DS 彩虹之路」及「GC 寶寶公園」外）。玩家人數則回復固定為八名。
玩家選擇的角色、車輛和滑翔翼會影響基本分數，而儲氣火箭起步、前往特定地方進行動作、傾側迷你加速、以道具影響對手等都會轉化為賽道分數。完成每場比賽後，玩家可獲得「金幣」以在每日商店購買角色、車輛或滑翔翼、「崇高之星」用於解鎖往後的盃賽及寶箱、「經驗值」用於提升玩家等級。
本遊戲沿用自《瑪利歐賽車7》起的車體組裝模式 ，但原有「車體」和「輪胎」兩部分將合併為「卡車」分類，而「角色」和「滑翔翼」部分則大致不變。本遊戲相較系列其他作品較不著重玩家的技術，反而吸引玩家使用虛擬抽獎機制。官方會為部分角色和滑翔翼增加特殊技能，亦會在比賽開始前為玩家推薦更好的出賽組合。所有角色、卡車和滑翔翼均有分數及能力等級機制，須以根據排名獲得的經驗或在寶箱得到的「票券」升級。部分角色在指定賽道可同時得到兩個或三個道具，而同時抽到三個相同道具更會觸發類似無敵星的「狂熱」狀態，讓玩家在時間內連續使用該款道具。

### 賽道
每個盃賽包括三個不同的賽道及一個技術關卡（如計時賽）。除了前往特定賽道的隱藏路線外，卡車脫離主要賽道的機會大幅減少。本遊戲不為道具箱設置冷卻時間，所有玩家通過道具箱時都必定會得到道具。

### 模式
於「盃賽」模式中，每場比賽的對手並非真人玩家，而是系統隨機安排，由電腦控制的對手。
「多人遊玩模式」由2019年12月19日起至12月27日止，持有黃金通行證的玩家可進行「多人遊玩 β 測試」。由2020年1月23日起至1月29日止，不論是否持有黃金通行證都可進行「多人遊玩測試」。2020年3月9日正式啟用，玩家可與遊戲中的朋友、附近的玩家甚至全球玩家連線遊玩。每場「多人遊玩比賽」的玩家數目上限為八人。所有玩家均可使用以上模式的「世界配對」功能，而只有持有黃金通行證的玩家可使用「黃金配對」功能。兩項功能的其中一個分別在於速度的選項：「世界配對」提供100cc及150cc，「黃金配對」則提供150cc及200cc。另外，不論玩家選擇哪項功能，每場「多人遊玩比賽」都有相關的規則，例如所有角色只可從每一個道具箱得到兩個道具。以上速度的選項及比賽規則每天更新。每位玩家都有一個「多人遊玩等級」，最低級別為F，最高級別則設有限制，最多只可以到A，黃金通行證玩家不設限（A → S → S+1 → S+2，如此類推）。當一位玩家在「多人遊玩比賽」中勝出，其「多人遊玩等級」的百分比就會上升，否則下降或不變。
「對戰模式」於2022年10月5日起加入，汽球數量由系列作慣例的三個改為兩個。

### 營運模式
本遊戲的虛擬抽獎機制，是以現實世界的貨幣轉為虛擬貨幣（紅寶石）來運作。少量紅寶石可在完成特定目標、達成等級後和打開寶箱後得到。
本遊戲營運奉行賽季制度，每一系列巡迴賽的盃賽及賽道組合，以及其相應特別獎賞都只於一定時限內出現。本作亦有月費季票制度「黃金通行證」，讓付費玩家比普通玩家得到更多的獎勵。另外，只有持有黃金通行證的玩家能參與最高級别的200cc比賽，普通玩家則只能參與50cc、100cc或150cc比賽，但150cc與200cc僅為速度之不同，最終排名之名次分數無異。

## 賽道
遊戲內的賽道每場比賽需要跑兩圈，而非系列作常見的三圈（除「3DS 彩虹之路」與原作相同為三個分段、「GC 寶寶公園」由原作的七圈改為DS版的五圈，而「GC 寶寶公園 X」為三圈）。
此外，本作新推出「R賽道」（反向賽道）、「X賽道」（賽道上設有多處突起物）和兩者結合的「RX賽道」。

### 重製賽道
| SFC 超級瑪利歐賽車 | N64 瑪利歐賽車64 | GBA 瑪利歐賽車Advance | GC 瑪利歐賽車 雙重衝刺！！ | DS 瑪利歐賽車DS | WII 瑪利歐賽車Wii | 3DS 瑪利歐賽車7 |
| ------------------ | ---------------- | --------------------- | -------------------------- | --------------- | ----------------- | --------------- |
| 瑪利歐賽道 1       | 路易吉賽道       | 碧姬公主賽道          | 寶寶公園                   | 路易吉洋樓      | 蘑菇峽谷          | 奇諾比奧賽道    |
| 甜圈平原 1         | 慢慢龜海灘       | 河岸公園              | 蘑菇大橋                   | 瓦路易吉彈珠台  | 椰子廣場          | 黛西公主丘陵    |
| 幽靈沼澤 1         | 乾旱沙漠         | 庫巴城堡 1            | 黛西公主遊輪               | 蘑菇山脊路      | DK單板滑雪越野賽  | 泡泡魚潟湖      |
| 瑪利歐賽道 2       | 乾旱沙漠 2       | 害羞幽靈湖            | 瓦路易吉競技場             | DK雪山          | 黛西公主賽道      | 嘿呵嘉年華      |
| 巧克力島 1         | 冰天雪地         | 庫巴城堡 2            | 耀西賽道                   | 瑪利歐賽道      | 慢慢龜海角        | 瑪利歐賽道      |
| 幽靈沼澤 2         | 巧克力山         | 路易吉賽道            | DK山                       | 炮彈刺客飛船    | 楓樹屋            | 岩岩山          |
| 甜圈平原 2         | 瑪利歐賽道       | 空中花園              | 龍龍叢林                   | 碧姬公主花園    | 乾旱遺跡          | 吞食花滑道      |
| 瑪利歐賽道 3       | 碧姬公主賽道     | 泡泡魚島              |                            |                 | 月下山脊＆公路    | 瓦利歐之船      |
| 巧克力島 2         | 耀西谷           | 日落荒野              |                            |                 | 彩虹之路          | 新庫巴市        |
| 香草湖 1           |                  | 白雪天地              |                            |                 |                   | 羅潔塔行星      |
| 庫巴城堡 3         |                  | 耀西沙漠              |                            |                 |                   | 庫巴城堡        |
| 甜圈平原 3         |                  | 庫巴城堡 3            |                            |                 |                   | 彩虹之路        |
| 慢慢龜海灘 2       |                  | 湖畔公園              |                            |                 |                   |                 |
| 香草湖 2           |                  | 庫巴城堡 4            |                            |                 |                   |                 |
| 彩虹之路           |                  |                       |                            |                 |                   |                 |

### 改編賽道
以《超級瑪利歐賽車》中的賽道為基礎，加上一些新要素的「RMX」（Remix）賽道。
| RMX 改編自超級瑪利歐賽車 |
| ------------------------ |
| 瑪利歐賽道 1             |
| 巧克力島 1               |
| 巧克力島 2               |
| 彩虹之路 1               |
| 彩虹之路 2               |
| 香草湖 1                 |
| 香草湖 2                 |
| 幽靈沼澤 1               |
| 庫巴城堡 1               |
| 甜圈平原 1               |

### 原創賽道
本作的原創賽道，這些賽道在《瑪利歐賽車8 豪華版》付費內容《新增賽道通行證》上亦有登場（除「水管峽谷」外），但並沒有標記為來自「Tour」的賽道。
歡樂山
以聖誕節的雪山為舞台的賽道，從充滿聖誕節氣氛的街道開始一路往山頂前進，最後再從山頂下山完成一圈。另外賽道旁有著拐杖糖和蠟燭等讓人感受到佳節氣氛的聖誕裝飾。
忍者道場
以忍者道場為舞臺的賽道，賽道上有許多的分支，還有各種巧妙機關以及扮成忍者的嘿呵們等著玩家們來挑戰。
冰品摩天樓
以冰淇淋及冰棒為舞台的賽道，看起來十分美味的冰淇淋像摩天樓一樣林立。
吞食花神殿
以月色下的優美遺跡為舞台，大半個賽道都沉在水底。
耀西島
以《超級瑪利歐 耀西島》為舞台的賽道。
肥皂泡之路
以浴室為舞台的賽道，涼夏清爽及充滿夏天氣氛；在設置著盥洗盆和浴缸的寬敞浴室行走，除了作為水底區域的浴缸和排水口外，還滿載著多個與水有關的機關，是個有昔清涼感覺、十分適合夏天的賽道。
水管峽谷

### 城市賽道
本作的原創賽道，改編自實際存在的城市。為期間限定的賽道，因此與其他賽道不同，當次巡迴賽的主打賽道短時間內不會再次出現。這些賽道在《瑪利歐賽車8 豪華版》付費內容《新增賽道通行證》上皆有登場，且標記為來自「Tour」的賽道。
| 城市賽道 原創 | 城市賽道 原創    | 城市賽道 原創    | 城市賽道 原創 | 城市賽道 原創 | 城市賽道 原創 | 城市賽道 原創 |
| 美國 紐約     | 日本 東京        | 法國 巴黎        | 英國 倫敦     | 加拿大 溫哥華 | 美國 洛杉磯   | 德國 柏林     |
| ------------- | ---------------- | ---------------- | ------------- | ------------- | ------------- | ------------- |
| 紐約分鐘      | 東京賽道         | 巴黎兜風         | 倫敦環線      | 溫哥華速度    | 洛杉磯環圈    | 柏林小道      |
| 紐約分鐘 2    | 東京賽道 2       | 巴黎兜風 2       | 倫敦環線 2    | 溫哥華速度 2  | 洛杉磯環圈 2  | 柏林小道 2    |
| 紐約分鐘 3    | 東京賽道 3       | 巴黎兜風 3       | 倫敦環線 3    | 溫哥華速度 3  | 洛杉磯環圈 3  | 柏林小道 3    |
| 紐約分鐘 4    | 東京賽道 4       |                  |               |               |               |               |
| 澳洲 雪梨     | 新加坡           | 荷蘭 阿姆斯特丹  | 泰國 曼谷     | 希臘 雅典     | 義大利 羅馬   | 西班牙 馬德里 |
| 雪梨衝刺      | 新加坡競速賽道   | 阿姆斯特丹漂流   | 曼谷飆速      | 雅典城邦      | 羅馬前進      | 馬德里聖殿    |
| 雪梨衝刺 2    | 新加坡競速賽道 2 | 阿姆斯特丹漂流 2 | 曼谷飆速 2    | 雅典城邦 2    | 羅馬前進 2    | 馬德里聖殿 2  |
| 雪梨衝刺 3    | 新加坡競速賽道 3 | 阿姆斯特丹漂流 3 | 曼谷飆速 3    | 雅典城邦 3    | 羅馬前進 3    | 馬德里聖殿 3  |

### 對戰賽道
| 對戰賽道 重製  | 對戰賽道 原創 |
| -------------- | ------------- |
| GBA 對戰賽道 1 | 紐約分鐘 B    |
| GC 餅乾樂園    | 巴黎兜風 B    |
| DS 薄暮之家    |               |

## 註解
1. ↑  「3DS 岩岩山」沒有RX賽道。
2. ↑  「GBA 庫巴城堡 4」沒有X與RX賽道。
3. ↑  「RMX 庫巴城堡 1」中的背景與音樂使用的是GBA版本，而非SFC版本。
4. 1 2 3  此賽道在《瑪利歐賽車8 豪華版》付費內容《新增賽道通行證》上提前推出。